# New Virginia (Iowa)
New Virginia – miasto w Stanach Zjednoczonych, w stanie Iowa, w hrabstwie Warren. Zgodnie ze spisem statystycznym z 2000 roku, miasto liczyło 469 mieszkańców.